# 塩谷隆英
塩谷 隆英（しおや たかふさ、1941年（昭和16年）5月13日 - ）は、日本の経済企画庁官僚。経済企画事務次官などを歴任。

## 来歴
東京大学法学部第2類（公法コース）・第1類（私法コース）卒業後、経済企画庁に入庁。長官官房企画課に配属。調査局審議官、国民生活局審議官を経て、1995年（平成7年）国土庁計画・調整局長、1997年（平成9年）経済企画庁調整局長。1998年（平成10年）6月から1999年（平成11年）8月まで経済企画事務次官を務めた。
退官後、経済企画庁顧問を経て、2000年（平成12年）に総合研究開発機構理事長。

## 略歴
- 1957年（昭和32年）3月 鎌倉市立第一中学校卒業
- 1960年（昭和35年）3月 神奈川県立湘南高等学校卒業
- 1965年（昭和40年） 国家公務員採用上級甲種試験（法律）合格
- 1966年（昭和41年）3月 東京大学法学部第2類・第1類卒業
- 1966年（昭和41年）4月 経済企画庁入庁。長官官房企画課配属
- 1979年（昭和54年）ジェトロニューヨークセンター[1]
- 1983年（昭和58年）4月15日 経済企画庁長官官房参事官
- 1985年（昭和60年）6月1日 経済企画庁物価局物価調整課長兼長官官房参事官
- 1985年（昭和60年）6月18日 免兼長官官房参事官
- 1987年（昭和62年）7月15日 通商産業省産業政策局商政課長
- 1989年（平成元年）6月16日 経済企画庁長官官房付
- 1989年（平成元年）6月23日 経済企画庁調整局調整課長兼調整局調整課国際地域協力企画官兼調整局国際経済第一課長
- 1989年（平成元年）7月1日 免兼調整局国際経済第一課長
- 1989年（平成元年）8月11日 免兼調整局調整課国際地域協力企画官
- 1990年（平成2年）7月6日 経済企画庁長官官房秘書課長
- 1992年（平成4年）1月21日 経済企画庁長官官房経済企画参事官、調査局審議官
- 1993年（平成5年）6月25日 経済企画庁長官官房経済企画参事官、国民生活局審議官
- 1995年（平成7年）6月21日 国土庁計画・調整局長
- 1997年（平成9年）7月1日 経済企画庁調整局長
- 1998年（平成10年）6月23日 経済企画事務次官
- 1999年（平成11年）8月31日 依願退官
- 1999年（平成11年）9月1日 経済企画庁顧問
- 2000年（平成12年）2月 総合研究開発機構理事長
- 2008年（平成20年）6月 株式会社クラレ取締役

## 著書
- 『経済再生の条件―失敗から何を学ぶか』岩波書店、2007年
- 『甦れ！ 経済再生の最強戦略本部―経済企画庁の栄光と挫折からその条件を探る』かもがわ出版、2017年
- 『下河辺淳小伝 21世紀の人と国土』商事法務、2021年

| スタブアイコン | サブスタブ | この項目は、まだ閲覧者の調べものの参照としては役立たない、人物に関連した書きかけの項目です。この項目を加筆・訂正などしてくださる協力者を求めています（P:人物伝/PJ:人物伝）。 |